# Champagnat (Creuse)
Champagnat ist eine Gemeinde im französischen Département Creuse in der Region Nouvelle-Aquitaine. Sie gehört zum Kanton Aubusson im gleichnamigen Arrondissement. Sie grenzt im Nordwesten an Peyrat-la-Nonière, im Norden an Saint-Domet, im Nordosten an La Serre-Bussière-Vieille, im Osten an Mainsat, im Südosten an Lupersat, im Süden an Saint-Silvain-Bellegarde, im Südwesten an Bosroger und im Westen an Saint-Maixant und Puy-Malsignat.

## Sehenswürdigkeiten
- Schlösser Château de Peyrudette und Château de Fournoux, beide in privatem Besitz
- Kirche Saint-Martial aus dem 16. Jahrhundert

## Bevölkerungsentwicklung

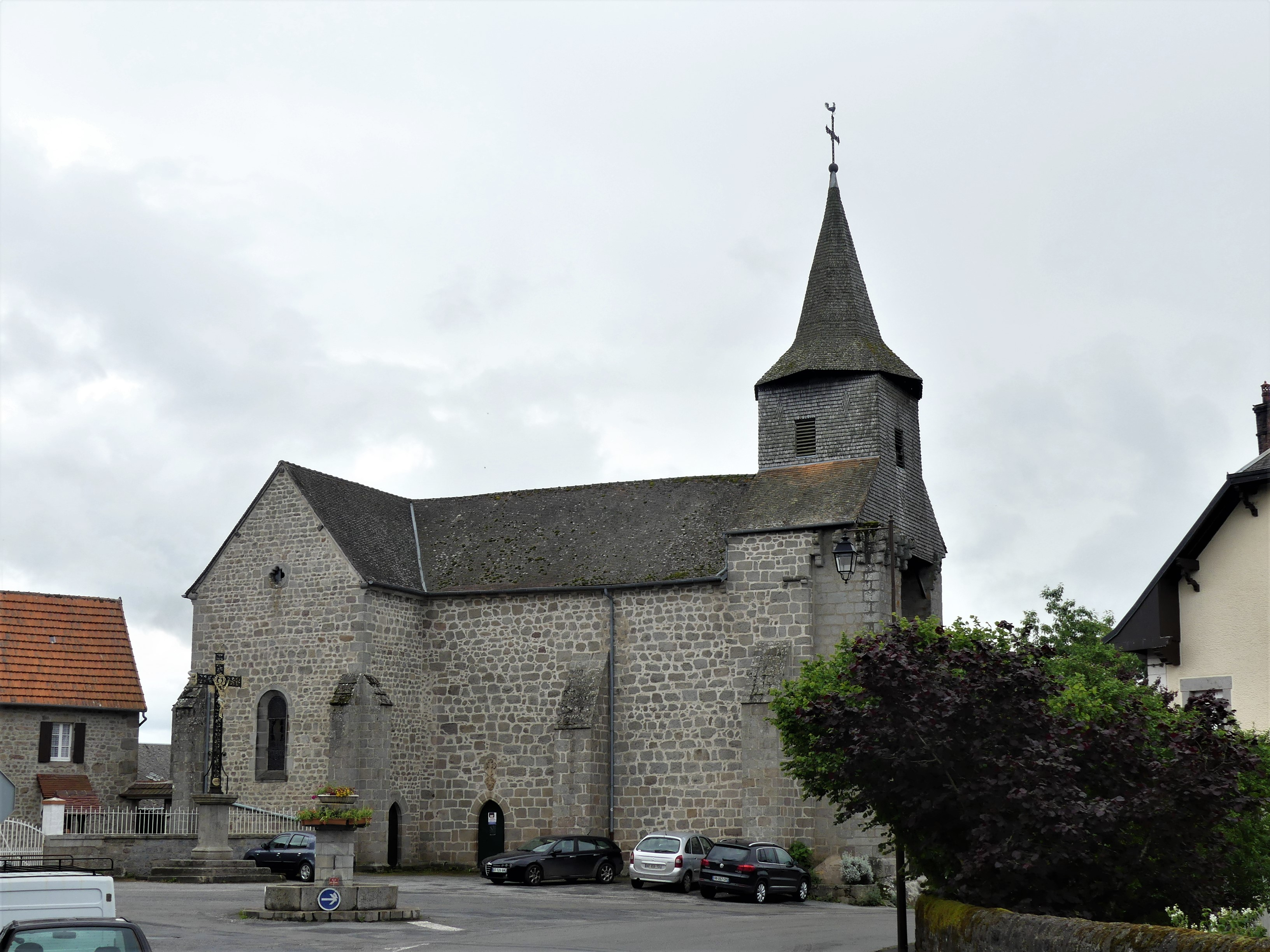
Kirche Saint-Martial

| Jahr      | 1962 | 1968 | 1975 | 1982 | 1990 | 1999 | 2008 | 2012 |
| --------- | ---- | ---- | ---- | ---- | ---- | ---- | ---- | ---- |
| Einwohner | 658  | 604  | 494  | 482  | 438  | 423  | 428  | 449  |